# Анна Люксембурзька
Анна Люксембурзька (нар. 27 березня 1323 — пом. 3 вересня 1338) — чеська та австрійська принцеса.
Анна була дочкою чеського короля Яна Люксембурзького та його першої дружини Єлизавети. У неї була сестра-близнючка Єлизавета (померла у 1324 році). 8 серпня 1326 року папа римський Іван XXII видав розпорядження, що дозволило Анні вийти заміж за Ладислава, сина угорського короля Карла Роберта. Проте Ладислав помер у 1329 році. Потім вона була заручена з Людвігом VI Римлянином,але ці заручини розірвали, оскільки батько Людвіга, Людовик IV, імператор Священної Римської імперії, був відлучений папою від церкви.
26 вересня 1330 року Папа видав дозвіл на одруження Анни та недавно овдовілого австрійського принца Оттона Щасливого. На той момент Анні було сім років. Шлюбний договір був підписаний 24 серпня 1332 р. Весілля відбулося 2 лютого 1335 року у Зноймо. Шлюб тривав вісім років. Анна померла у віці п'ятнадцяти років у 1338 році, а через рік помер Оттон.